# Klaus-Peter Sattler

Klaus-Peter Sattler (2005)

Klaus-Peter Sattler (* 22. August 1941 in Idstein-Heftrich) ist ein österreichischer Komponist deutscher Herkunft.

## Leben & Werk
Klaus-Peter Sattler wurde am 22. August 1941 im Ortsteil Heftrich der hessischen Stadt Idstein geboren und studierte Komposition bei Karl Schiske, Friedrich Cerha und Gottfried von Einem an der Universität für Musik und darstellende Kunst in Wien.
1979 nahm Sattler, der seit 1963 in Wien lebt, die österreichische Staatsbürgerschaft an.
Er schrieb nicht nur Filmmusik, sondern komponierte und produzierte auch Musik für internationale Shows und Fernsehserien, sowie Werbemusik. Bisher arbeitete er unter anderem für die deutschsprachigen Fernsehsender ORF, 3sat, Sat.1 und ProSieben, für die er teilweise das gesamte Musikdesign entwickelte. Zudem erreichte Klaus-Peter Sattler als Komponist und Texter beim Eurovision Song Contest 1980 in Den Haag für Österreich mit dem Lied „Du bist Musik“ für „Blue Danube“ den achten Platz.
Von 1992 bis 2007 hatte er die Professur für Medienkomposition und Angewandte Musik an der Universität für Musik und darstellende Kunst in Wien inne und leitete über mehrere Jahre das Institut für Komposition, Elektroakustik und Tonmeister*innen-Ausbildung.

## Auszeichnungen
- 1969: Filmmusik für „Leo Beuerman“, 1970 für den Oscar nominiert
- 1971: Finalist Award of the Information Filmproducers of America
- 1987: Österreichischer Staatspreis
- 1990: Venus (Auszeichnung des Creativ Club Austria – CCA)
- 1991: Romy (Fernsehpreis) – Beste Musik
- 2001: Österreichisches Ehrenkreuz für Wissenschaft und Kunst I. Klasse

## Kompositionen (Auswahl)
- 1969: Leo Beuerman (für den Oscar nominiert)
- 1997: Die Straße nach Istanbul
- 1997: Duell zu Dritt (Fernsehserie)
- 1989: Tatort: Geld für den Griechen
- 1991: Eurocops – Nasse Füße
- 2001: Tatort: Böses Blut
- 2002: Tatort: Elvis lebt!
- 2004: SOKO Kitzbühel: Die Braut und der Tod (mit Peter Janda)
- 2004–2008: Im Tal des Schweigens – 4 Folgen (mit Peter Janda)
- 2005–2007: Die Landärztin – 4 Folgen (mit Peter Janda)
- 2006: Kurhotel Alpenglück (mit Peter Janda)
- 2008: Der indische Ring (mit Peter Janda)
- 2009: Die Lebenslüge

### Shows
- 1970 „Delco-Show“ im Sahara / Las Vegas
- 1992 „Top Spot“, ORF

### Klangschienen für Sat.1
- sämtliche Jingles und Trailer zwischen 1988 und 1992
- 1988: Glücksrad
- 1989: Sat.1-Horoskop
- 1989: Sat.1-Teleshop
- 1989: Der goldene Schuss
- 1990: Fort Boyard
- 1990: Tele Tips:
  - Tele Tip Auto[2]
  - Tele Tip Erziehung
  - Tele Tip Fashion
  - Tele Tip Freizeit
  - Tele Tip Garten
  - Tele Tip Geld[3]
  - Tele Tip Gesundheit
  - Tele Tip Haushalt
  - Tele Tip Kochen (und Backen)[4]
  - Tele Tip Markt
  - Tele Tip Natur
  - Tele Tip Reise[5]
  - Tele Tip Test[6]
  - Tele Tip Tier[7]
  - Tele Tip Wissen[8]
- 1990: Talk im Turm
- 1990: Auf Videosehen
- 1990: Tier und Wir
- 1990: Zauber der Berge
- 1991: Tele-Wette[9]
- 1991: Quadriga
- 1991: Wahre Wunder[10]
- 1991: Krypton Faktor
- 1991: Bingo[11]
- 1991: Auf und Davon
- 1991: Frank und Frei
- 1991: Guten Abend Deutschland
- 1991: Sat.1-Blick[12]
- 1992: Fünf vor Zwölf[13]
- 1992: Punkt, Punkt, Punkt
- 1992: Klipp-Klapp, der Clip-Club
- 1992: Capito!?[14] / Alles Capito!? / Quär Beet
- 1992: Drops!
- 1992: Geh aufs Ganze!
- 1992: Ihr Name bitte …
- 1992: Sat.1-Wetter
- 1992: Sonntagstiere
- 1992: Herz ist Trumpf

### Klangschienen für ORF
- 1979: Musikdesign für Ö3
- 1980: Musikdesign für Blue Danube Radio
- 1982: ORF eins/ORF 2 (mit Erich Sokol)
- 1985: Musikdesign für 3sat

## Vorträge
- 1969: The Development and Perspectives of Electronic Music (Bombay)
- 1971: Forum Alpbach „Musik in der industriellen Gesellschaft“
- 1971: Musik des 20. Jahrhunderts „Institute of European Studies“
- 1986: Forum Alpbach „Komponist und Publikum“
- 1994: „Filmmusik und Sounddesign“ Internationales Symposium mit dem 3-fachen Oscar-Preisträger Randy Thom, Bundesfilmpreisträger Norbert J. Schneider, David Raksin, Buddy Baker und viele mehr (Organisator und Referent)
- 1995: „Musikästhetik und Musikpsychologie / Manipulation durch Musik“ Seminar am Pädagogischen Institut des Bundes
- 1996: European Film Music Workshop „Cinemusic“ – Internationales festival für Film und Musik in Gstaad
- 1997: „International Television Festival Golden Prague“ – Tanz und zeitgenössische Musik
- 1997: Musikfilmtage in Stuttgart
- 1998: 3. Komponisten-Forum in Mittersill
- 1999: „Internationale Filmmusik Biennale ’99“ in Bonn – Filmmusik in Europa
- 1999: „Musik in den Medien“ – Seminar an der Medienhochschule in Linz
- 1999: Forum Alpbach „Filmproduktion – Filmmusik“ (zusammen mit Peter Mayer)